# Ángel Madrazo
Ángel Madrazo (* 30. Juli 1988 in Santander, Kantabrien) ist ein ehemaliger spanischer Radrennfahrer. Der größte Erfolg des Berspezialisten war ein Etappensieg der Vuelta a España 2019.

## Karriere
Madrazo gewann 2006 bei dem internationalen Juniorenrennen Vuelta al Besaya zwei Teilstücke.
Im Erwachsenberich gewann Madrazo 2008 eine Etappe des Circuito Montañés und fuhr Ende des Jahres für das UCI ProTeam Scott-American Beef als Stagiaire. Ab der Saison 2009 erhielt er bei Caisse d’Epargne (später Movistargenannt), für das er mit der Vuelta a España 2011 seine erste Grand Tour bestritt, das Rennen aber nicht beendete.
Zur Saison 2014 wechselte Madrazo zum UCI Professional Continental Team Caja Rural-Seguros RGA, für das er 2015 mit Prueba Villafranca de Ordizia sein erstes internationales Eintagesrennen gewann. Nachdem er 2017 und 2018 für Delko Marseille Provence KTM fuhr, wechselte er 2019 zu Burgos-BH.
Bei der Vuelta a España 2019 sicherte sich Madrazo durch eine Beteiligung an einem Ausreißversuch die Führung in der Bergwertung. Auf der dritten Etappe löste er wiederum aus einer Ausreißergruppe und gewann beide Bergwertungen. Auf der fünften Etappe riss er zusammen mit seinem Teamkollegen Jetse Bol und José Herrada aus und gewann die Bergankunft, obwohl er mehrfach den Kontakt zu seinen Begleitern verlor. Madrazo führte in der Bergwertung der Rundfahrt bis zum Ende der 15. Etappe und wurde schließlich Zweiter der Gesamtbergwertung der Rundfahrt.
In seinen letzten vier Jahren als Radprofi konnte Madrazo kein Rennen mehr gewinnen, belegte jedoch bei der Murcia-Rundfahrt 2021 den zweiten Rang. Die Vuelta a España bestritt er nach seinem Etappensieg zwei weitere Male, wobei er im Jahr 2020 mit dem 43. Gesamtrang seine beste Platzierung im Gesamtklassement erzielte.

## Erfolge
2008
- eine Etappe Circuito Montañés

2015
- Prueba Villafranca de Ordizia

2016
- eine Etappe Étoile de Bessèges

2017
- Bergwertung Circuit Cycliste Sarthe

2019
- eine Etappe Vuelta a España

## Grand-Tour-Platzierungen
| Grand Tour            | 2011 | 2012 | 2013 | 2014 | 2015 | 2016 | 2017 | 2018 | 2019 | 2020 | 2021 |
| --------------------- | ---- | ---- | ---- | ---- | ---- | ---- | ---- | ---- | ---- | ---- | ---- |
| Giro d’ItaliaGiro     | –    | –    | –    | –    | –    | –    | –    | –    | –    | –    | –    |
| Tour de FranceTour    | –    | –    | –    | –    | –    | –    | –    | –    | –    | –    | –    |
| Vuelta a EspañaVuelta | DNF  | –    | –    | –    | 44   | DNF  | –    | –    | 119  | 43   | 63   |